# Murmanská železniční magistrála
Murmanská železniční magistrála (rusky Мурманская железная дорога) je hlavní železniční trať v severozápadním Rusku. Spojuje Petrohrad s přístavem Murmansk v Barentsově moři a tvoří hlavní dopravní tepnu Karélie a poloostrova Kola.
Stavba proběhla za 1. světové války mezi lety 1915–1917, neboť za okupace nepřátelskými vojsky byl Murmansk jediným nezamrzajícím ruským přístavem. Dnes je trať v celé délce elektrifikována a z většiny dvojkolejná. Spadá pod správu Říjnové dráhy (Okťabrskaja železnaja doroga; mapa).

## Trasa a hlavní stanice

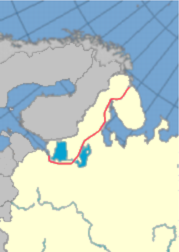
Mapka trasy

- 0 km – Petrohrad, Ladožské nádraží
- 114 km – Volchov (stanice Volchovstroj 1)
- 272 km – Podporožje
- 394 km – Petrozavodsk
- 450 km – Kondopoga
- 664 km – Segeža
- 773 km – Belomorsk; odbočuje zde větev směr Archangelsk
- 828 km – Kem
- 993 km – Louchi
- 1171 km – Kandalakša
- 1253 km – Apatity
- 1326 km – Oleněgorsk; odbočka na Mončegorsk
- 1429 km – Kola; odbočka na Zapoljarnyj a Nikel
- 1438 km – Murmansk